# Амплексус
Ампле́ксус (от лат. amplexus «объятие») — форма псевдокопуляции, наблюдаемая у амфибий и мечехвостов, во время которой самец обхватывает самку своими передними конечностями. В то же время или с некоторой задержкой он оплодотворяет своей спермой икру, которую мечет самка.

## Амплексус у земноводных
У большинства амфибий амплексус происходит в воде.
Существуют разные типы амплексуса, выделяемые по положению самца относительно самки:
1. Паховый (англ. inguinal) — считается наиболее примитивным. В ходе него самец обхватывает самку вокруг «талии». Однако их клоаки не занимают положение друг напротив друга, из-за чего оплодотворение яиц менее эффективно. К паховому амплексусу вторично перешли некоторые продвинутые бесхвостые, например бразильский узкорот[англ.][1].
2. Подмышечный (англ. axillary) — наиболее распространённый тип, встречающийся у большинства представителей клады Neobatrachia. Самец обхватывает самку у оснований передних конечностей. У многих видов в этом процессе участвуют брачные мозоли[1]. Переход к нему от пахового амплексуса происходил в разных линиях бесхвостых как минимум три раза[2].
3. Головной (англ. cephalic) — встречается у некоторых древолазов. Самец обхватывает самку за горло[1].
4. Клеевой (англ. glued) — известен у представителей семейства Brevicipitidae, имеющих округлую форму тела и короткие ноги, из-за чего самцы не могут обхватить самок. Вместо этого на время спаривания они приклеиваются к ним с помощью кожных выделений[1].
5. Head straddle — самец садится на спинную сторону головы самки, не обхватывая её передними конечностями. Для оплодотворения сперма стекает по спине самки[2].
6. Dorsal straddle — самец садится на спину самки, прижимая её к субстрату[2].
7. Свободный (англ. loose) — самец садится на самку, не обхватывая её[2].
8. Независимое положение (англ. independent) — самец не обхватывает самку, контакт между особями минимален. Некоторые исследователи предлагают считать такой тип спаривания отсутствием амплексуса[2].

## Амплексус у членистоногих
У мечехвостов амплексус происходит на суше.
Ископаемые находки указывают на то, что некоторые представители кембрийских вымерших членистоногих (например, Euthycarcinoidea) также размножались методом амплексуса.